# 孔令志
孔令志（1945年10月—），吉林德惠人，扬州工业学院毕业，中国共产党党员，中华人民共和国政治人物。

## 生平
1945年10月，孔令志出生在吉林省德惠县（今德惠市）。1969年，孔令志从扬州工业学院（今扬州工业职业技术学院）毕业。1983年5月，孔令志出任中共湘潭市委副书记，1991年兼任湘潭市人民政府市长。1995年，孔令志调任邵阳市人民政府市长，任职期间和周本顺是搭档。2000年5月，孔令志出任湖南省质量技术监督局党组书记、局长。